# جابه‌جایی شاهدخت: جابه‌جایی دوباره
جابه‌جایی شاهدخت: جابه‌جایی دوباره (به انگلیسی: The Princess Switch: Switched Again) یک فیلم کمدی رمانتیک محصول سال ۲۰۲۰ به کارگردانی مایکل روهل با بازی ونسا هاجنز و سم پالادیو می‌باشد. این فیلم ادامه فیلم جابه‌جایی شاهدخت می‌باشد که دوباره جابجا می‌شوند و اتفاقات تازه ای می‌افتد و…